# بکونستروپ (دژ)
بکونستروپ (انگلیسی: Baconsthorpe Castle) قلعه ای ویران در انگلستان است.

## نگارخانه

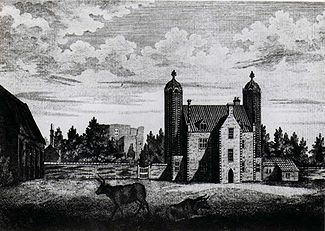
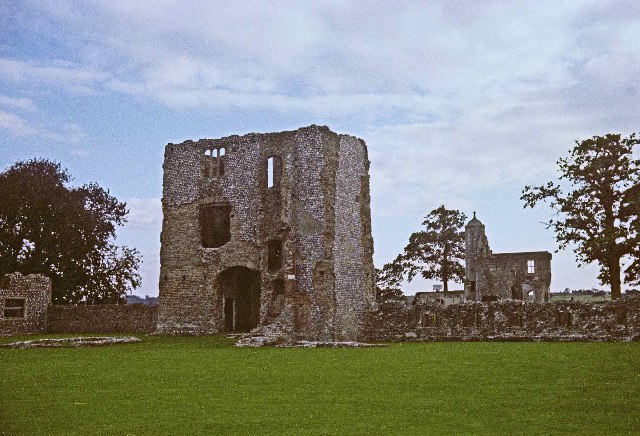
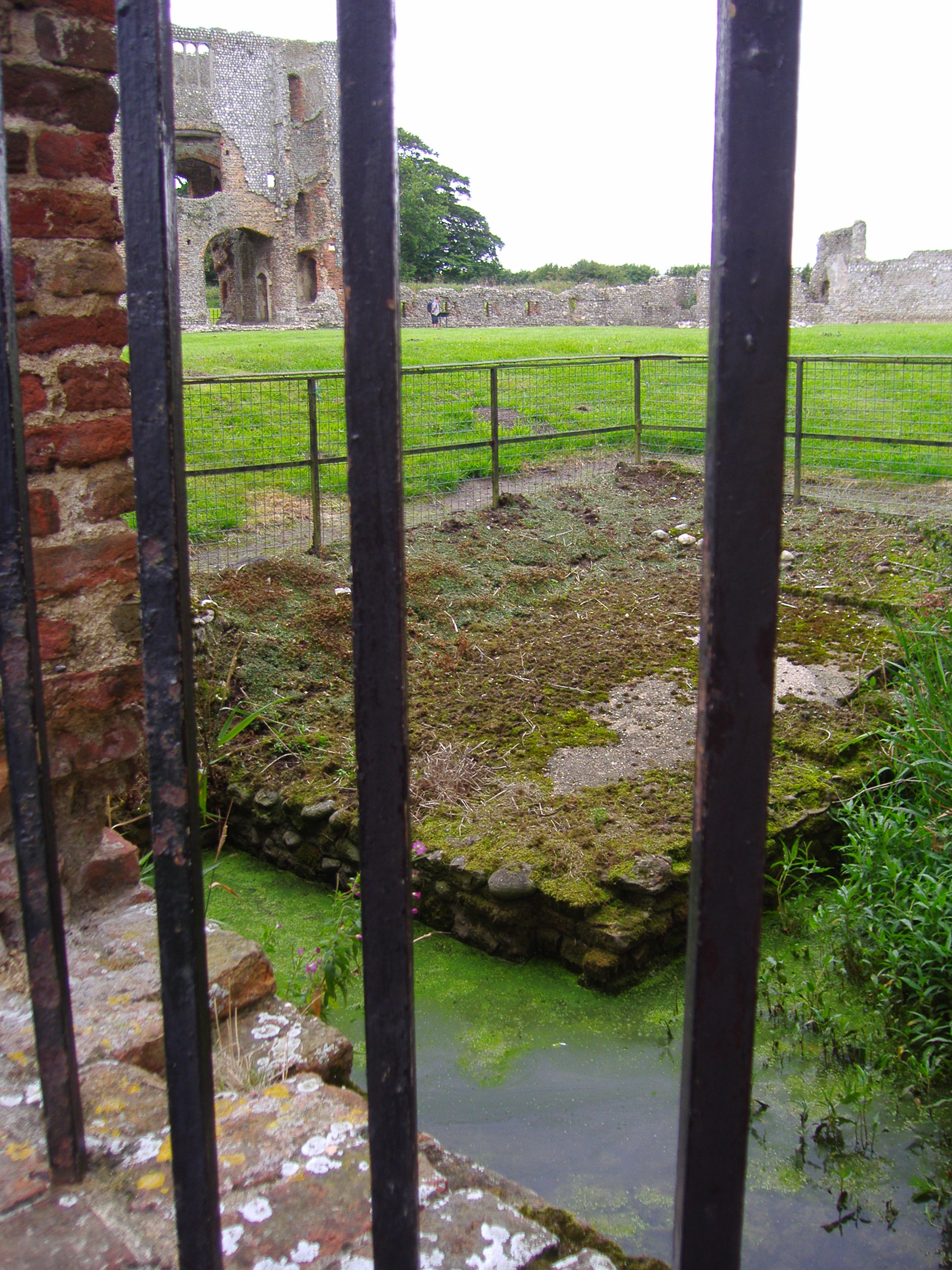
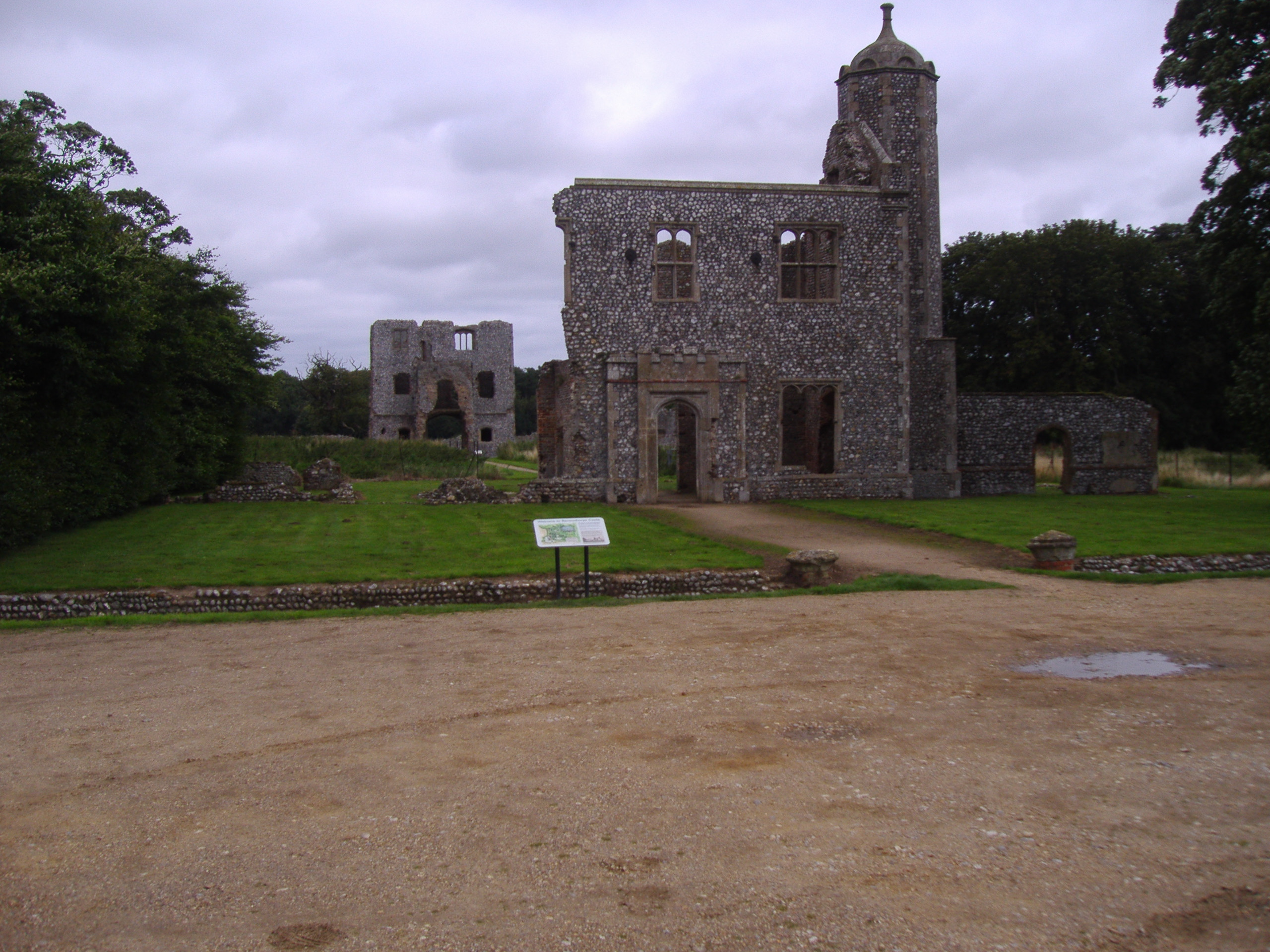
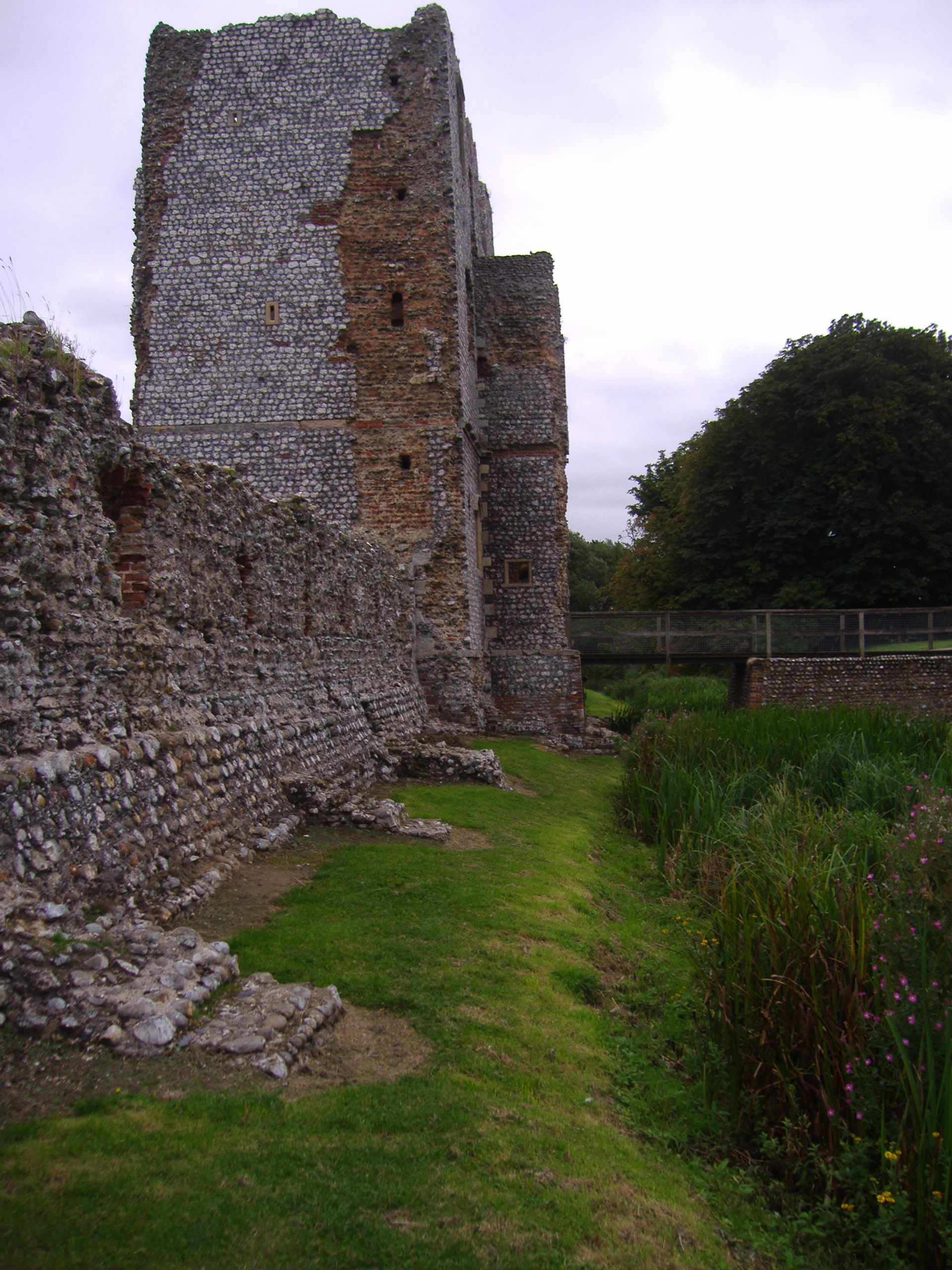
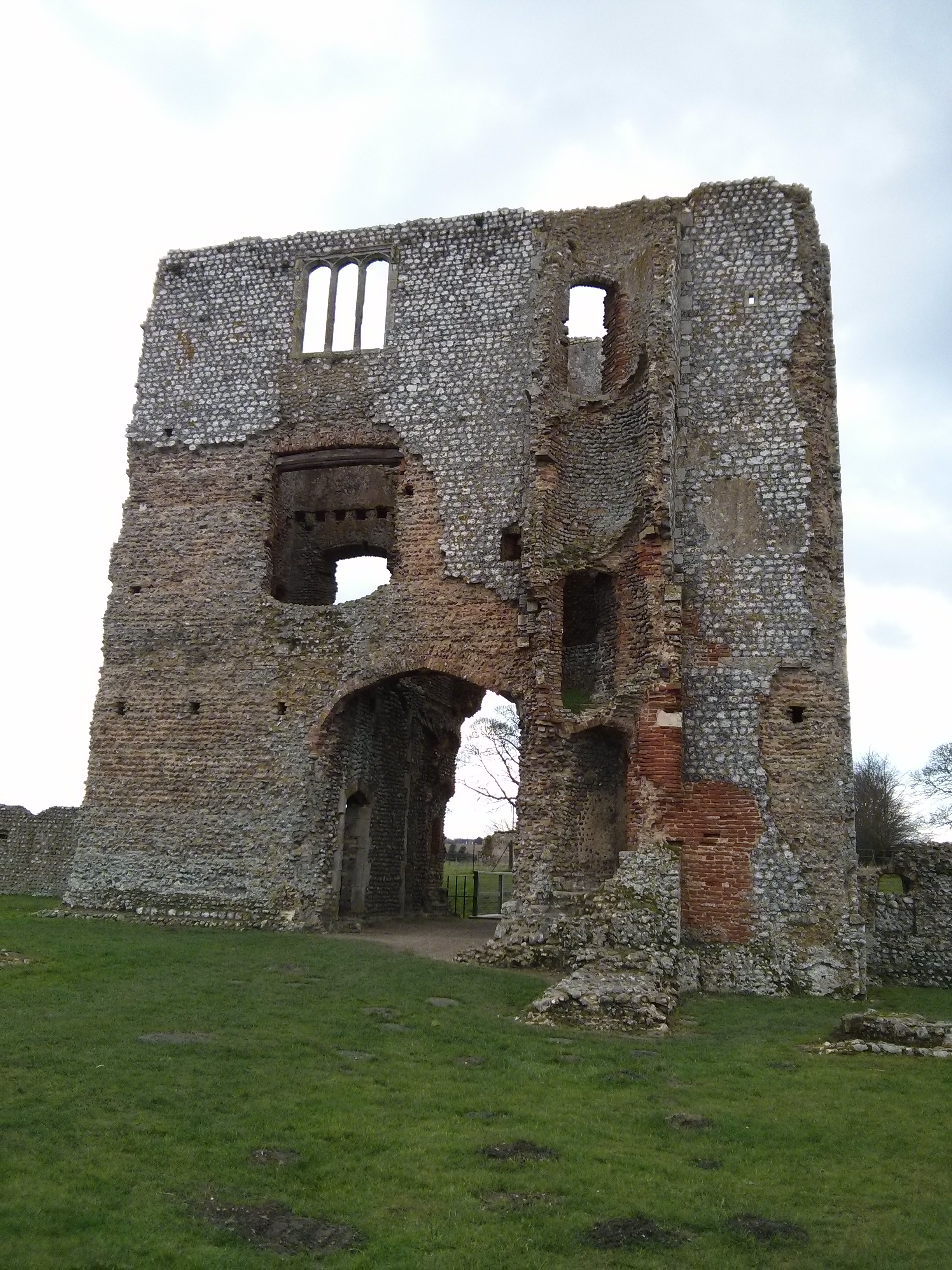
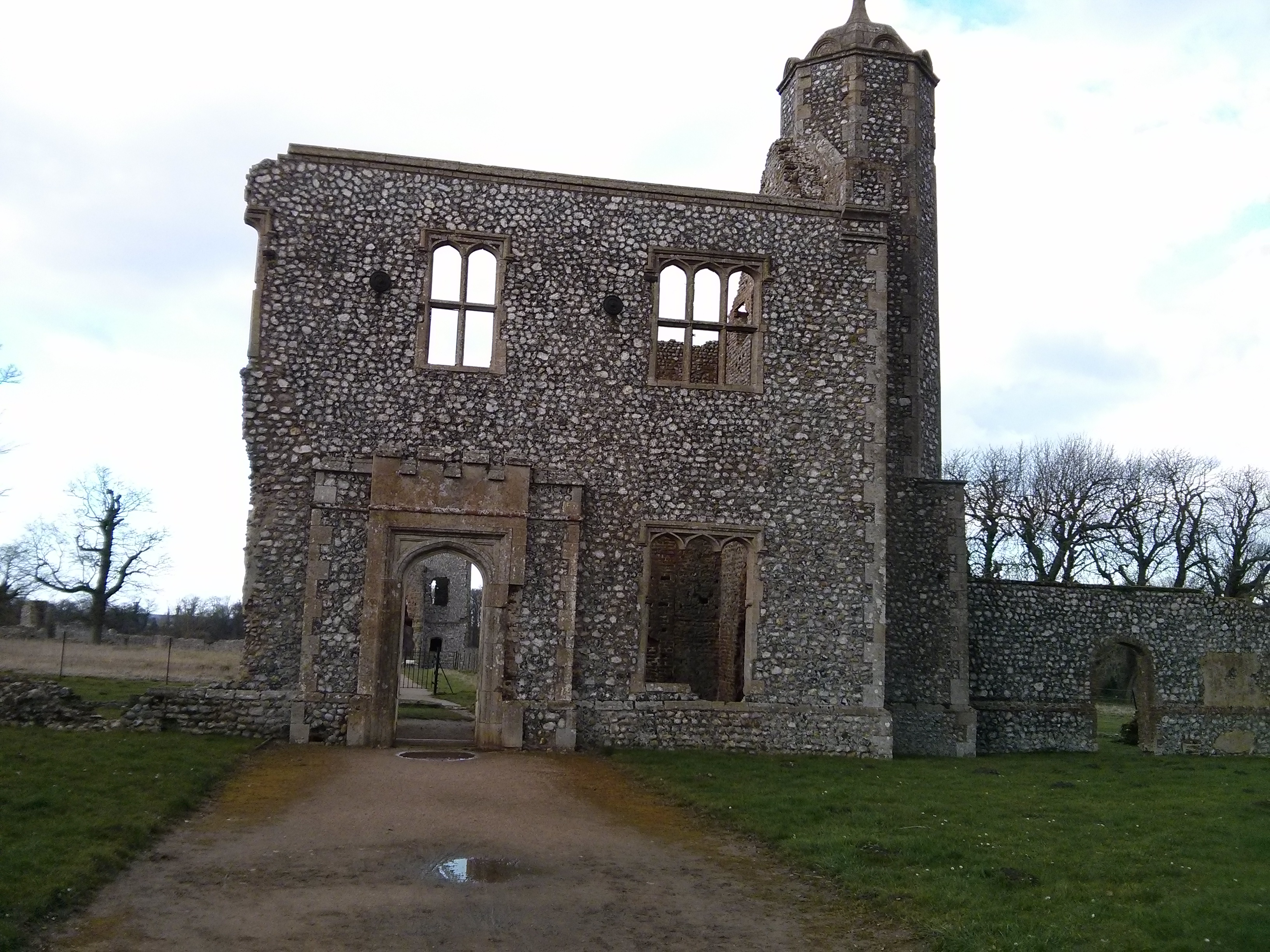
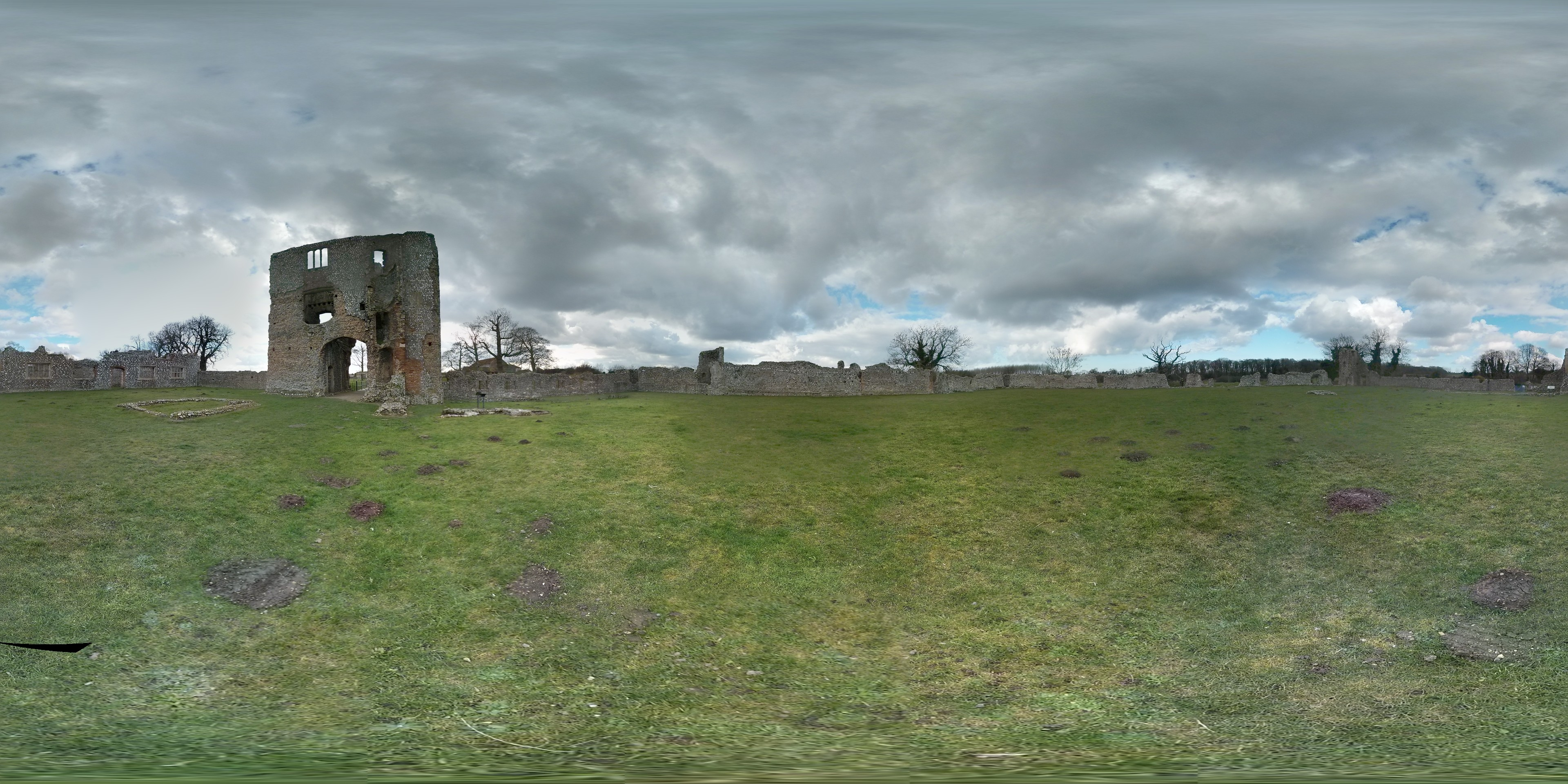